# Scotinella pugnata
Scotinella pugnata är en spindelart som först beskrevs av James Henry Emerton 1890.  Scotinella pugnata ingår i släktet Scotinella och familjen flinkspindlar. Inga underarter finns listade i Catalogue of Life.